# Benkana Gondi, Gubbi
Benkana Gondi là một làng thuộc tehsil Gubbi, huyện Tumkur, bang Karnataka, Ấn Độ.